# Riki Nakaya
Riki Nakaya (jap. 中矢力 Nakaya Riki; ur. 25 lipca 1989 w Matsuyama) – japoński judoka, wicemistrz olimpijski, dwukrotny mistrz świata.
Największymi sukcesami zawodnika są wicemistrzostwo olimpijskie z Londynu oraz złote medale mistrzostw świata w Paryżu (2011) i Czelabińsku (2014) w kategorii do 73 kilogramów.